# Азуса
Азуса (англ. Azusa, тонґ. Asuksa-nga, Асукса-нґа) — місто в США, в окрузі Лос-Анджелес штату Каліфорнія. Населення — 50 000 осіб (2020).

## Географія
Азуса розташована за координатами 34°8′19″ пн. ш. 117°54′44″ зх. д. / 34.13861° пн. ш. 117.91222° зх. д. (34.138524, -117.912253).  За даними Бюро перепису населення США в 2010 році місто мало площу 25,04 км², з яких 25,01 км² — суходіл та 0,03 км² — водойми.
Місто розташоване на в'їзді в каньйон Сан-Габріель (звідси й прізвисько — «Каньйон-Сіті») по східний бік від річки Сан-Габріель.

## Демографія
Згідно з переписом 2010 року, у місті мешкала 46 361 особа в 12 716 домогосподарствах у складі 9599 родин. Густота населення становила 1851 особа/км².  Було 13386 помешкань (535/км²).
Расовий склад населення:
| - 57,6 % — білих - 8,7 % — азіатів - 3,2 % — чорних або афроамериканців - 1,2 % — корінних американців - 0,2 % — вихідців з тихоокеанських островів - 24,3 % — осіб інших рас |

До двох чи більше рас належало 4,7 %. Частка іспаномовних становила 67,6 % від усіх жителів.
За віковим діапазоном населення розподілялося таким чином: 26,8 % — особи молодші 18 років, 65,5 % — особи у віці 18—64 років, 7,7 % — особи у віці 65 років та старші. Медіана віку мешканця становила 29,3 року. На 100 осіб жіночої статі у місті припадало 96,0 чоловіків;  на 100 жінок у віці від 18 років та старших — 92,8 чоловіків також старших 18 років.
Середній дохід на одне домашнє господарство  становив 68 275 доларів США (медіана — 53 135), а середній дохід на одну сім'ю — 72 498 доларів (медіана — 58 289). Медіана доходів становила 36 832 долари для чоловіків та 34 095 доларів для жінок. За межею бідності перебувало 17,6 % осіб, у тому числі 24,8 % дітей у віці до 18 років та 9,0 % осіб у віці 65 років та старших.
Цивільне працевлаштоване населення становило 22 200 осіб. Основні галузі зайнятості: освіта, охорона здоров'я та соціальна допомога — 22,6 %, виробництво — 12,8 %, роздрібна торгівля — 11,7 %, науковці, спеціалісти, менеджери — 11,5 %.

## Уряд і інфраструктура
В Азусі розташована міська рада.

### Роботодавці
За даними міського фінансового звіту за 2009, найбільшу кількість робочих місць надають:
| Місце | Роботодавець                  | Кількість робочих місць |
| ----- | ----------------------------- | ----------------------- |
| 1     | Azusa Unified School District | 1,600                   |
| 2     | Northrop Grumman              | 1,100                   |
| 3     | Azusa Pacific University      | 900                     |
| 4     | City of Azusa                 | 522                     |
| 5     | Costco                        | 311                     |
| 6     | Berger Bros.                  | 300                     |
| 7     | Pacific Precision Metals      | 250                     |
| 8     | TruWood Products              | 160                     |
| 9     | Wynn's                        | 150                     |
| 10    | Rain Bird                     | 132                     |
| 11    | California Amforge            | 106                     |
| 12    | Vulcan Materials Company      | 100                     |
| 13    | Naked Juice                   | 75                      |
| 14    | Morris National               | 70                      |
| 15    | Physicians Formula            | 70                      |
| 16    | Heppner Hardwoods             | 63                      |
| 17    | Stoelting                     | 37                      |

## Освіта
У місті розташовані Тихоокеанський університет Азуси, кілька приватних християнських університетів, а також Відкритий університет Дхаммакая. Також в місті є система початкових, середніх та вищих шкіл та один дитячий садок.

## Спорт
Азуса — місто баскетбольної команди SoCal Legends, яка виступає в Континентальній баскетбольній асоціації.

## Міста-побратими
- Сакатекас